# Famille Antunes
 (mars 2023).
Pour les articles homonymes, voir Antunes.
La famille Antunes est une famille de facteurs de clavecins portugais qui furent aussi facteurs de pianos aux XVIIIe et XIXe siècles.

## Facteurs connus de cette famille
Julião était le père de Joaquim José ; il a été un fabricant d'instruments à cordes pour la chapelle royale de Lisbonne
Joaquim José (1731-1811) clavecin fabricant de Lisbonne, et le plus éminent membre de la famille.
Manuel (1707-1796) était le frère de Joaquim José et a partagé un atelier avec lui.
João Baptista (fl.1825-1865), était le petit-fils de Manuel et un fabricant d' instruments à clavier.

## Instruments conservés

Clavecin de Joachim José Antunes, Lisbonne 1758 - Museu da Música

Il reste quatre instruments signés « Antunes » encore existants.
Deux clavecins à un seul clavier et disposition 8'x8' sont signés par Joaquin José : un daté de 1758, actuellement exposé au Museu da Música, Lisbonne et un autre daté de 1785, appartenant à la Finchcocks collection, Goudhurst, Kent jusqu'en 2016.
Les autres instruments existants sont signés uniquement « Antunes », probablement parce qu'ils ont été faits par Manuel et Joaquin José travaillant ensemble. Ce sont un piano à queue, très semblable à leurs clavecins quant à la conception et la construction qui est la même que celle de Bartolomeo Cristofori, construit en 1767, aujourd'hui au Musée National de Musique de Vermillon, Dakota du Sud, et un clavecin similaire aux autres, daté de 1789, au Museu da Música à Lisbonne. Un trait typique est leur piètement constitué de quatre planches verticales au profil galbé avec évidement central en forme de cœur, reliées deux par deux par une simple entretoise.

## Les enregistrements sur instruments d'époque
Les instruments existants ont été facilement adoptés par les clavecinistes comme instruments idéaux pour interpréter la musique portugaise et espagnole baroque de compositeurs tels que Carlos Seixas et Manuel Blasco de Nebra. Ces enregistrements originaux sur instruments Antunes sont :

### Clavecins
- Carlos Seixas, Sonates pour clavecin, joué par Cremilde Rosado Fernandes (1758 instrument); Portugalsom CD 870023/PS.
- Carlos Seixas, Sonates pour clavecin, joué par Robert Woolley (1785 instrument); Amon Ra CD-SAR 43.
- Carlos Seixas, Sonates pour clavecin, Symphonie, Concerto pour Clavecin, réalisé et joué par Ketil Haugsand (1758 instrument) avec le norvégien Orchestre Baroque; Virgin Veritas 45114.
- Carlos Seixas, Concerto, Sonate, joué par José Luis González Uriol (1758) et Segréis de Lisboa (menée par Manuel Morais), Portugaler 2003-2
- Carlos Seixas, 12 Sonates pour le clavecin, joué par Rui Paiva (1758 instrument), Philips 528 574-2
- Manuel Blasco de Nebra, Sonates & Pastorelas, joué par Carole Cerasi (1785 instrument); Metronomist MET1064.
- Lodovico Giustini di Pistoia, Sonate da Cimbalo di Piano, e Forte, detto volgarmente di Martelletti (Firenze, 1732), joué par Cremilde Rosado Fernandes (1767 pianoforte), Numérica - NUM 1047
- Carlos Seixas, Sonates pour le clavecin (enregistrement complet, vol. J'), joué par José Carlos Araújo (1758 instrument); Melographia Portugueza CD 12/001, MPMP.
- Carlos Seixas, Sonates pour le clavecin (enregistrement complet, vol. III), joué par José Carlos Araújo (1758 instrument); Melographia Portugueza CD 13/003, MPMP.
- Domenico Scarlatti, Sonates pour clavier - Christophe Rousset, clavecin Joachim José Antunès 1785, de la Finchcocks Collection de Goudhurst (Kent), pour onze des quinze sonates du disque (14-16 avril 1997, Decca 458 165-2)

### Piano-forte
- Le piano-forte portugais - Edward Parmentier, sur un instrument Antunes de 1765 du Musée national de musique (en) à Vermillion (Dakota du Sud) (2012, Wildboar Recordings) (OCLC 47209953)